# Chrysis clarinicollis
Chrysis clarinicollis  (лат.) — вид ос-блестянок рода Chrysis из подсемейства Chrysidinae.

## Распространение
Палеарктика. Европа, Северная Африка.

## Описание
Клептопаразиты ос: Ancistrocerus oviventris, Ancistrocerus scoticus (Vespidae).
Посещают цветы различных растений. Период лёта: июнь — август. Встречаются на мёртвой древесине в следующих открытых биотопах: окраины лесов, поляны, сады, древесные постройки.
Длина — 6—10 мм. Ярко-окрашенные металлически блестящие осы. Отличается одноцветными зелёными или сине-зелёными пронотумом и мезоскутеллюмом, и контрастирующим тёмно-синим или фиолетовым мезоскутумом. Тергиты брюшка в основном золотисто-красные, а с боков сине-зелёные. Тело узкое, вытянутое. Вид был впервые описан в 1951 году швейцарским гименоптерологом Вальтером Линсенмайером (Walter Linsenmaier; 1917—2000), крупнейшим специалистом по осам-блестянкам.